# Martis (Volk)

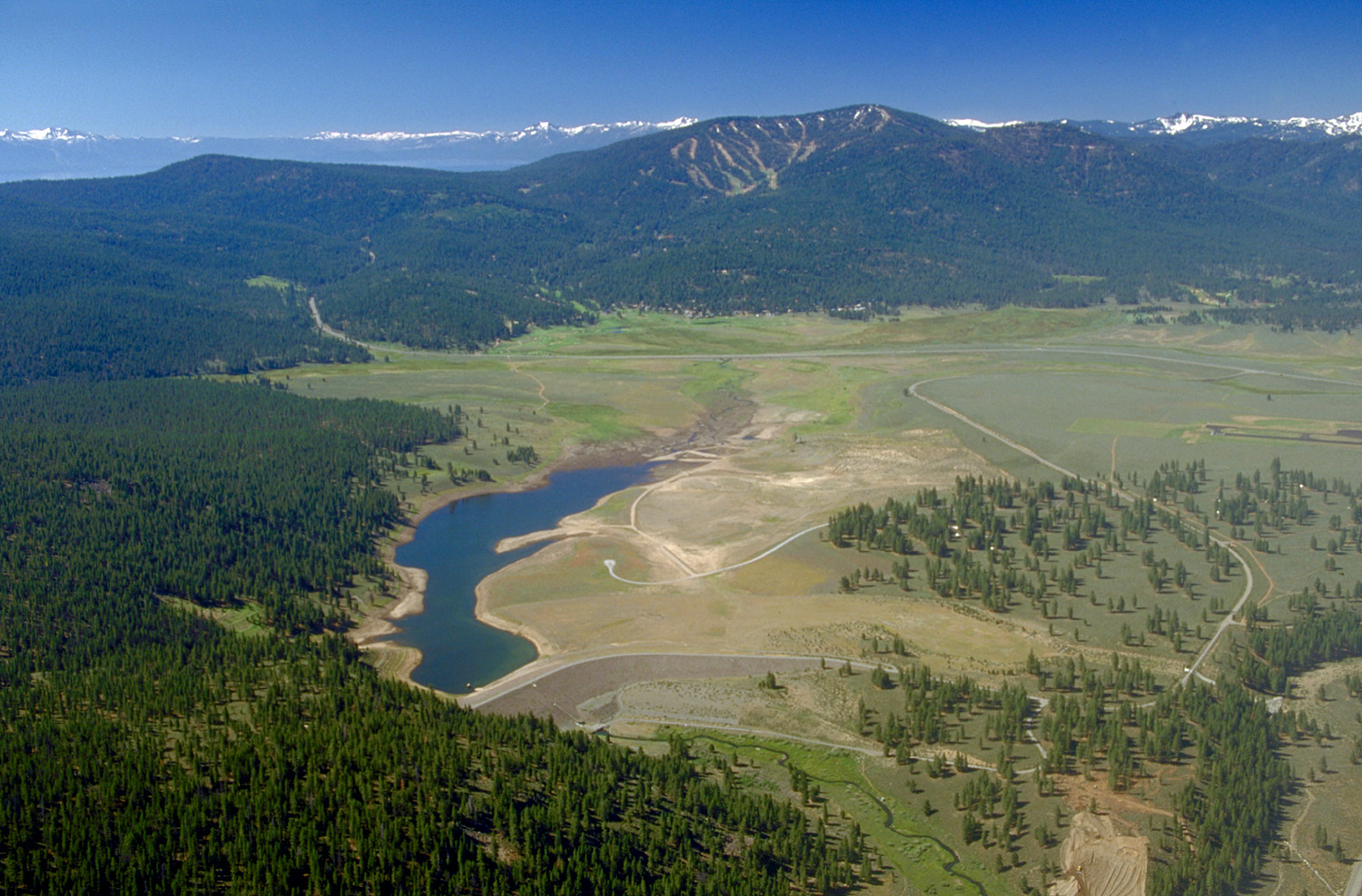
Martis-Creek-See und -Damm im Süden des Nevada County nahe Truckee

Die Martis waren eine Gruppe von Indianern, die in Nord-Kalifornien lebten, und zwar sowohl auf der Ost- wie auf der Westseite der Sierra Nevada. Die Martis-Kultur dauerte von 2000 v. Chr. bis 500 n. Chr. und fällt in die Mittlere Archaische Ära. Hinweise auf Siedlungen der Martis wurden vom Carson River und Reno (Nevada) im Osten bis nach Auburn (Kalifornien) und Oroville (Kalifornien) im Westen gefunden. Der Name Martis bezieht sich auf die geografische Region am Martis Creek, welche das Nevada County und das Placer County in Kalifornien umfasst.

## Kultur
Die Martis wechselten in lose zusammengehaltenen Gruppen ihren Aufenthaltsort hin zu niedrigeren Höhenlagen im Winter und zu höheren Lagen im Sommer. Sie lebten in Basis-Lagern an Talrändern, oft in der Nähe von Thermalquellen. Im Winter bewohnten sie Grubenhäuser mit Herden, Lagergruben und gelegentlich Bestattungsstätten. Es wird angenommen, dass Großfamilien zusammen lebten. Die Sommer-Lager wurden oft in der Nähe von Quellen oder Bächen angelegt.
Gemeinsam war allen Martis z. B. die Herstellung von Steinwerkzeugen aus Basalt, die Verwendung von Mörsern und Stößeln, und die Jagd mit Speerschleudern und Speeren. Martis waren in ein ökonomisches System der Jäger und Sammler eingebunden. Sie verarbeiteten Samen und jagten Großwild wie Argalis, Antilopen, Hirsche, Bisons und Wapitis.

## Nachfahren
Moratto stellte fest, dass die Martis nicht mit den Washoe verwandt waren, sondern mit den Maidu verbunden gewesen sein könnten. Andere Forscher jedoch (Robert G. Elston and Catherine S. Fowler) legen nahe, dass die Martis-Kultur kulturelle und geografische Schnittstellen zur Kings-Beach-Kultur der Washoe-Vorfahren besaßen.

## Fundstätten
Die Meadow Lake Petroglyphen, den Martis zugeschriebene prähistorische Felsbilder, sind im National Register of Historic Places verzeichnet. Eine weitere bemerkenswerte archäologische Fundstätte (Martis Archaeological Complex) befindet sich auf dem Grouse Lakes Area im Nevada County und wird als Style-7-Felsbild klassifiziert. Weitere Stätten stellen die Thermalquellen von Truckee Meadows, Bordertown und Hallelujah Junction (Kalifornien) dar.